# Transformers: Zone
 (janvier 2017).
Si vous disposez d'ouvrages ou d'articles de référence ou si vous connaissez des sites web de qualité traitant du thème abordé ici, merci de compléter l'article en donnant les références utiles à sa vérifiabilité et en les liant à la section « Notes et références ».
Transformers: Zone (トランスフォーマーＺ, Toransufōmā Z) est un épisode de science fiction japonais de 30 min qui se déroule après Transformers: Victory

## Histoire
2 ans se sont écoulés depuis la mort de Deathzaras mais maintenant le decepticans Violengiger fils d'Unicron a pris le pouvoir et a levé une armée composée de 9 généraux (Devastator, Bruticus, Abominus, Prédaking, Menasor, Overlord, Dark Scorponok, Trypticon et King Poseïdon) et de terribles soldats. Star Saber est maintenant trop vieux pour faire la guerre, il lui faut un successeur pour vaincre les decepticans une fois pour toutes.

## Personnages

### Autobots
- Dai Atlas : Successeur de Star Saber
- Sonic bomber : Garde du corps de Dai Atlas
- Jetfire : Sous-Chef suprême des autobots
- Star Saber : Chef suprême des autobots jusqu'à la fin de l'épisode
- Rodimus Prime : Commandant des armées autobots
- Jetstorm : Autobot
- Blurr : Autobot
- SixKignt : Commandant autobot

### Decepticons
- Violengiger : Chef suprême des decepticans
- Blackshadow : Sous-chef suprême des decepticans
- Dark Scorponok : Général suprême
- Devastator : Général suprême
- Menasor : Général suprême
- Bruticus : Général suprême
- King Poseïdon : Général suprême
- Trypticon : Général suprême
- Prédaking : Général suprême
- Abominus : Général suprême
- Overlord : Général suprême